# Destilacija z vodno paro
Destilacija z vodno paro se uporablja za ločevanje hlapnih komponent iz zmesi s težkohlapno
komponento ob pomoči vodne pare kot nosilnega medija. Uporablja se tudi čiščenje težko hlapnih organskih tekočin, ki se z vodo ne mešajo, od nehlapnih nečistoč. Paro uvajamo direktno v kotel. Tok pare s seboj odnaša tok organske komponente, nato pa kondenzirata in skupaj padeta v predložko. Potrebno toploto procesa lahko krijemo z indirektnim dovajanjem toplote prek dvojnega plašča kotla, lahko pa direktno uporabimo paro. Uporabljamo jo tudi za pridobivanje eteričnih olj.